# Саговник короткоколючковый
Саговник короткоколючковый (лат. Cycas brachycantha) — вечнозелёное древовидное растение рода Саговник.

## Этимология
От греческого «brachys» — короткий и «acanthos» — игла, колючка, шип.

## Описание
Развитого надземного ствола нет или же он короткий до 1 м высотой и 9—12 см диаметром в узком месте; в кроне 5—10 листьев.
Листья темно-зеленые, глянцевые, 140—250 см длиной со 100—210 листочками, появляющиеся молодые листья покрыты белым войлоком, развитые листья голые. Черешок длиной 50-90 см (35-45 % от листа), неопушённый, покрытый колючками на 90—100 % длины.
Пыльцевые шишки веретеновидные, жёлтые, длиной 12-14 см, 3-4 см диаметром. Мегаспорофиллы 8-12 см длиной, коричнево-войлочные.
Семена яйцевидные, длиной 25-27 мм и 20 мм шириной; саркотеста жёлтая, не покрыта налетом, толщиной 1-2 мм.

## Распространение и экология
Произрастает в расщелинах известняковых гор (практически не имеющих почвы), под густым пологом вечнозелёных лесов в провинции Баккан на севере Вьетнама, в том числе в национальном парке Бабе.

## Охрана
Известно шесть популяций в количестве 10 000 особей, состояние популяций стабильное.
Вид «близок к уязвимому положению», из-за малой площади распространения. В случае уменьшения количества особей охранный статус будет пересмотрен.